# Filmåret 1902

## Händelser

### April
- 2 april – Thomas Lincoln Tally öppnar Electric Theater, den första permanenta biografen i Los Angeles i Kalifornien, USA [1]. Tally är sedan med och bildar First National Exhibitors Circuit 1917.[2][3]

### Okänt datum
- Sveriges första fasta biograf, Kinematografen i Göteborgs arkader, öppnar.

## Årets filmer

### A - G
- Apoteos (Apothéose)
- The Coronation of Edward VII

### H - N
- Ice Racing in Stockholm
- Jack and the Beanstalk
- La Vie et la Passion de Jésus-Christ

### O - Ö
- Resan till månen (fr. orig. Le voyage dans la lune)

## Födda
- 11 januari – Verner Arpe, svensk skådespelare.
- 31 januari – Tallulah Bankhead, amerikansk skådespelare.
- 7 februari – Verner Oakland, svensk skådespelare.
- 8 februari – Lyle Talbot, amerikansk skådespelare.
- 7 mars – Otto Scheutz, svensk skådespelare, produktionsledare, och inspicient.
- 28 mars – Flora Robson, brittisk skådespelare.
- 2 april – Mary Miles Minter, amerikansk skådespelare.
- 3 april – Lisa Wirström, svensk skådespelare.
- 9 april – Sven Zetterström, svensk journalist och manusförfattare.
- 18 april – Gösta Rodin, svensk regissör, manusförfattare och filmklippare.
- 20 april – John Elfström, svensk skådespelare.
- 25 april – Per Aabel, norsk skådespelare.
- 29 april – Henny Lindorff Buckhøj, dansk skådespelare.
- 4 maj – Mona Mårtenson, svensk skådespelare.
- 25 maj – Grete Reinwald, tysk skådespelare.
- 1 juli – William Wyler, amerikansk regissör.
- 5 juli – Nils Hultgren, svensk skådespelare.
- 9 juli – Ella Fallenius, svensk manusförfattare.
- 21 juli – Margit Manstad, svensk skådespelare.
- 12 augusti – Berndt Westerberg, svensk skådespelare.
- 22 augusti – Leni Riefenstahl, tysk filmregissör.
- 5 september – Darryl Zanuck, amerikansk filmmagnat.
- 17 oktober – Dagmar Bentzen, svensk skådespelare.
- 23 oktober – Ib Schønberg, dansk skådespelare.
- 28 oktober – Elsa Lanchester, brittisk skådespelare.
- 4 november – Sten Hedlund, svensk skådespelare och sångare.
- 7 november – Dagny Lind, svensk skådespelare.
- 8 november – Mim Ekelund, svensk dansare och skådespelare.
- 10 november – Katie Rolfsen, norsk-svensk skådespelare.
- 10 december – Elsa Burnett, svensk skådespelare.
- 11 december – Tyra Ryman, svensk skådespelare.
- 15 december – Ragnar Frisk, svensk regissör, manusförfattare och skådespelare.

## Avlidna
- 30 mars – Constantin, tysk skådespelare

### Fotnoter
1. ↑  Cinema treasures
2. ↑  Films of the Golden Age Arkiverad 16 december 2004 hämtat från the Wayback Machine.
3. ↑  First National filmography